# Stark-Mickelstjärnen
Stark-Mickelstjärnen är en sjö i Ljusdals kommun i Hälsingland och ingår i Ljusnans huvudavrinningsområde.